# TED Notepad
TED Notepad ist ein Freeware-Texteditor für Windows zur Erstellung von einfachen Textdateien, aber auch zum Schreiben von Programm- und anderem Code geeignet. Auch extrem große Dateien werden ohne Geschwindigkeitsverlust verarbeitet.
TED Notepad wurde ab 2001 von Juraj Simlovic an der Fakultät für Mathematik und Physik der Prager Karls-Universität entworfen. Das Hauptaugenmerk lag dabei von Beginn an auf Geschwindigkeit und Effizienz. Das Programm ist portabel, lässt sich also direkt von einem USB-Speicherstick an jedem Windows-PC ohne Installation benutzen.

## Funktionen
- Viele Tastaturkürzel, auch für Phrasen
- Viele Textwerkzeuge
- Sekundärsuche und -ersetzen
- Umfangreiche Textstatistiken
- Spezielle Wortbeendigung
- Favoritenmenü
- Externe Programme können aus dem Editor heraus ausgeführt werden
- Unterstützung für die Zeichenkodierungen ANSI, Unicode, Unicode Big Endian und UTF-8, sowie Windows-, UNIX- und Mac-Zeilenschaltungen